# Strade Nuove
Les Strade Nuove (en français : routes nouvelles) est une expression italienne qui désigne un exemple exceptionnel de voies urbaines résidentielles construites par phases du XVIe  au  XVIIIe siècle dans la ville de Gênes.

## Description
L'ensemble est composé, principalement, de la via Garibaldi, la via Balbi et la via Cairoli. Construit par de riches familles génoises (Pallavicini, Spinola, Doria, Lomellino, Grimaldi) sur un lotissement attribué par l'autorité publique, l'aménagement de ces nouveaux espaces urbains avaient aussi pour vocation d'offrir un hébergement public aux hôtes de marque de la République, selon le décret de 1576,  institutionnalisant  le système des palais des Rolli.
De haute valeur architecturale, la première Strada Nuova, aujourd'hui via Garibaldi, est construite par l'architecte Galeazzo Alessi entre 1551 et 1583, au-dessus de la vieille ville, dans une zone à la vue panoramique et qui symbolisait l'élite dirigeante génoise. En 1601 - 1618, selon le même modèle, une seconde Strada Nuova, aujourd’hui Via Balbi, est ouverte en favorisant le développement de l'architecture résidentielle plus à l’ouest, toujours en lisière du quartier médiéval. Enfin, en 1778 - 1786, le percement d'une dernière nouvelle rue Strada Nuovissima, actuellement Via Cairoli, permettait de relier les deux premières Strade Nuove (Via Garibaldi et Via Balbi). Par la suite, cet ensemble urbain est associé à la partie médiévale de la ville tout en gardant intacte sa place dans ce contexte.
Les Strade Nuove et une partie du tissu médiéval sont inscrites, en 2006, sur la liste du patrimoine mondial de l'humanité établie par l'Unesco ainsi que de nombreux édifices reconnus exceptionnels par le système des palais des Rolli.